# ČD-Baureihe 814
Die Fahrzeuge der ČD-Baureihe 814 sind niederflurige Dieseltriebwagen des tschechischen Eisenbahnverkehrsunternehmens České dráhy (ČD) für den Regionalverkehr. Sie entstanden im Rahmen eines Rekonstruktionsprogrammes aus Trieb- und Beiwagen der ČD-Reihen 810 und 010. Von den ČD werden sie als „Regionova“ vermarktet.

## Geschichte

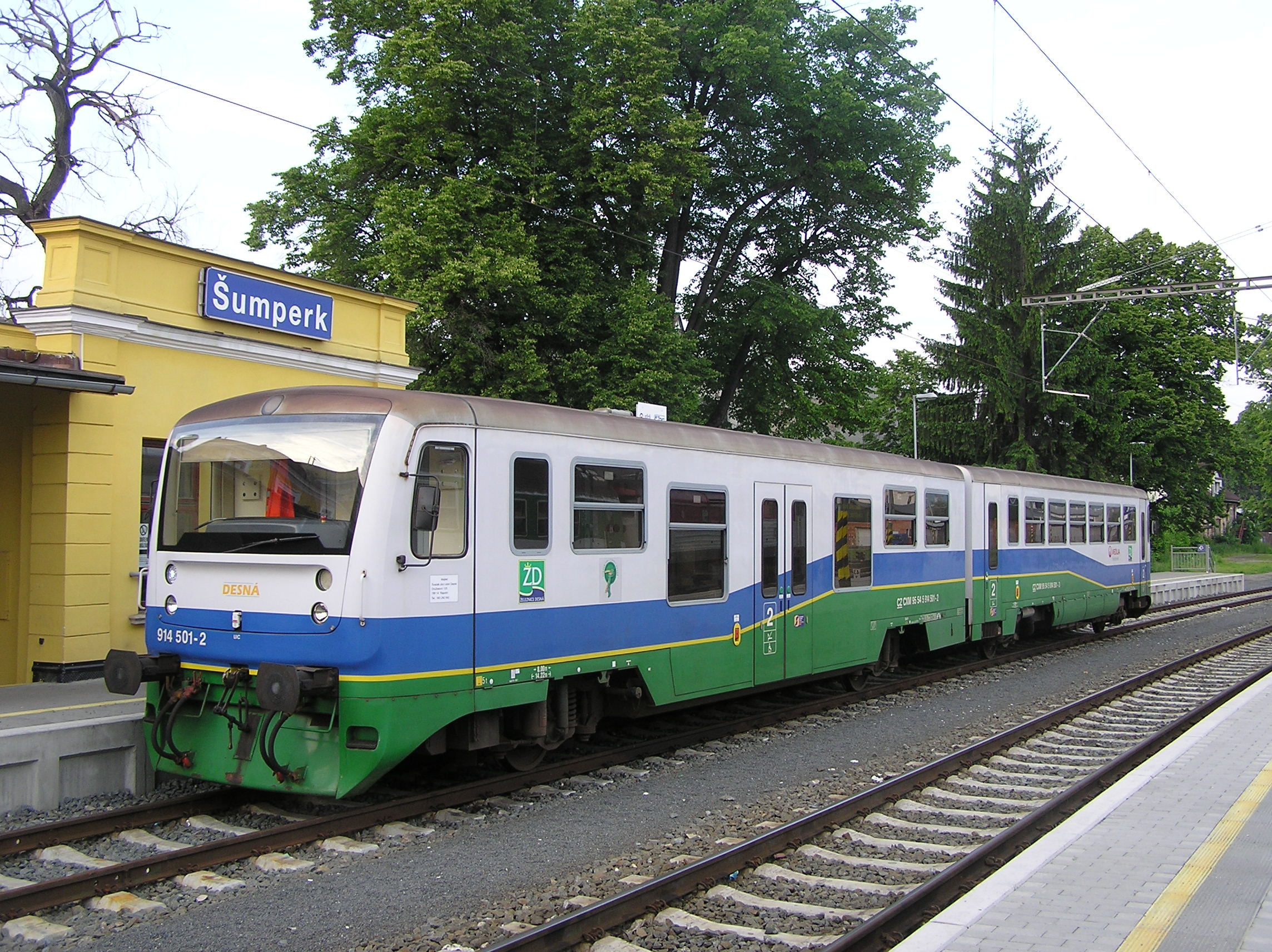
814 501 der Železnice Desná (2010)

Im Jahr 2005 entstanden als Weiterentwicklung des Prototyps 812 613 aus zwei Triebwagen der Reihe 810 und zwei Beiwagen der Reihe 010 bei Pars Nova die Vorausfahrzeuge, welche seither im praktischen Einsatz unter realen Betriebsbedingungen auf verschiedenen Strecken der České dráhy getestet wurden. Im Gegensatz zum Prototyp Esmeralda besteht die Einheit aus einem Triebwagen mit der Baureihenbezeichnung 814 und einem Steuerwagen mit der Baureihenbezeichnung 914, die miteinander kurzgekuppelt sind.
Zweck des Umbaus war das kostengünstige Schaffen von Fahrzeugen mit Niederfluranteil mit barrierefreier Toilette. Wirtschaftliche Feststellung der ČD war, dass Neufahrzeuge erheblich teurer wären als der aufwändige Umbau. Auf der internationalen Fahrzeugmesse in Brno im Oktober 2005 erhielt die Einheit die Goldmedaille des Veranstalters.
Neben den ČD erwarb auch das private Eisenbahnverkehrsunternehmen Železnice Desná eine Einheit. Da seit 2016 wieder die České dráhy den Betrieb auf deren Strecken durchführen, wurde die Einheit an GW Train Regio veräußert.

## Baureihe 814.2

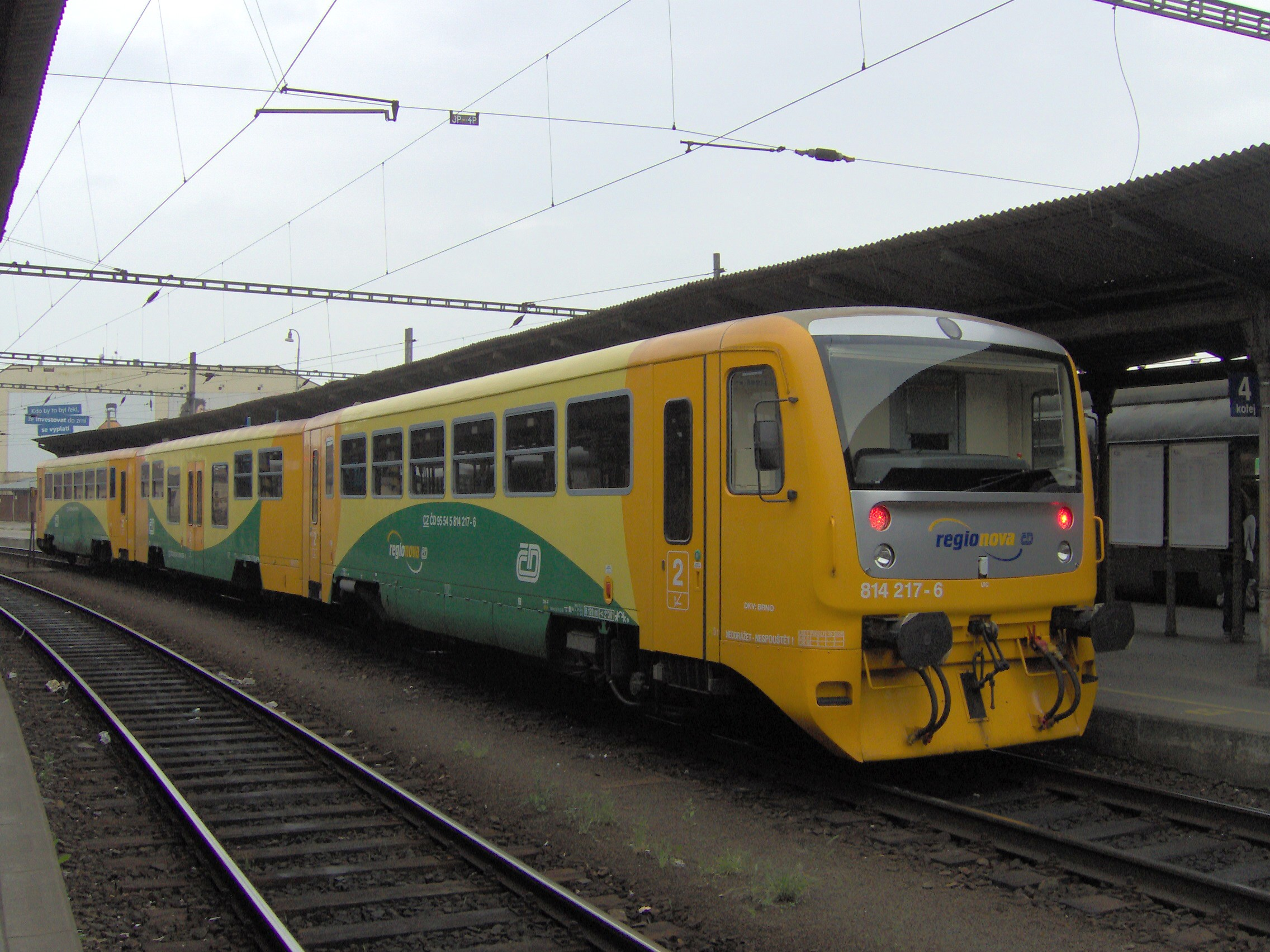
„Regionova trio“ 814 217 und 218 in Děčín hl.n. (2010)

Eine Weiterentwicklung der Baureihe 814.0 ist die Baureihe 814.2. Eine Einheit besteht anstatt aus einem Motor- und einem Steuerwagen aus zwei Motorwagen und einem Mittelwagen. Die dreiteiligen Züge bieten 127 Sitzplätze anstatt bei den zweiteiligen Wagen 76. Triebwagen der Baureihe 814.2 sind seit 2007 im Einsatz.

## Technische Merkmale
Wesentliche Veränderungen gegenüber der Ursprungsbauart sind neue, verbesserte Dieselmotoren von Tedom und das hydromechanische Getriebe VOITH DIWA 864.3E, eine bequemere Innenausstattung mit behindertengerechter Toilette, bessere Arbeitsbedingungen für den Lokführer und geringere Umweltauswirkungen der Antriebsanlage. Die Regionova sind nach wie vor mit Schraubenkupplung in leichter Ausführung ausgerüstet und somit mit anderen Fahrzeugen kuppelbar. Die leichte Bauart der Zugvorrichtungen erfordert jedoch das Einstellen dieser Triebwagen am Zugschluss.
Im Steuerwagen, der zwischen den Radsätzen einen Niederflurbereich auf etwa 50 % der Wagenlänge aufweist, befinden sich das Traglastenabteil, eine Auffahrrampe für Rollstühle, die Toilette und 34 Sitzplätze. Der Einstieg liegt in diesem Bereich in Wagenmitte. Der Triebwagen, in normaler Bodenhöhe aufgebaut, besitzt Fahrgastabteile mit 50 Sitzplätzen. Die Antriebsanlage liegt wie bei der Ursprungsbauart unter dem Wagenboden, auch die Lage der Einstiege wurde bei den Triebwagen nicht verändert.

## Einsatz
Als problematisch erwies sich bei der Variante Duo, dass nur eine von vier Achsen angetrieben wird und dass Fahrzeiten bei schlechten Adhäsionsverhältnissen nicht eingehalten werden können. Passagiere kritisieren auch die im Vergleich zur Baureihe 810 unveränderten Erschütterungen und die Geräuschkulisse im Inneren der Fahrzeuge. Auch Klimaanlagen wurden nicht eingeplant.
Durch Neuausschreibungen von Verkehrsleistungen befinden sich die Triebwagen im Rückzug auf langsamere Nebenbahnen mit geringem Fahrgastaufkommen und verdrängen damit die Triebwagen der Reihe 810. Eine Ausstattung mit ETCS ist nicht mehr vorgesehen.
Private Anbieter wie Leo Express, Regiojet und Die Länderbahn gewinnen mit neueren, zeitgemäßen Dieseltriebfahrzeugen regionale Verkehrsleistungen in Tschechien. Weiter werden Verkehrsleistungen der 814er auch durch komfortablere Triebwagen der Baureihen 842 und 843 übernommen. Aber auch die Staatsbahn ČD hat auf die Marktliberalisierung durch Ausschreibungen reagiert und beschaffte neue oder gebrauchte Stadler Regio-Shuttle RS 1 (Baureihe 840/841, bekannt als Regiospider). Auch Beschaffungen von PESA-Neufahrzeugen wie die der Reihen 844 (Regioshark) und 847 (Regiofox) beschleunigen diesen Prozess zunehmend. Im Vergleich zu den Neufahrzeugen sind allerdings die Betriebskosten der Baureihe 814, insbesondere der Treibstoffverbrauch, erheblich niedriger.
Nach Unfällen werden die Einheiten der Reihe 814 häufig nicht mehr repariert, sondern zunehmend nach der Entnahme von Ersatzteilen verschrottet.

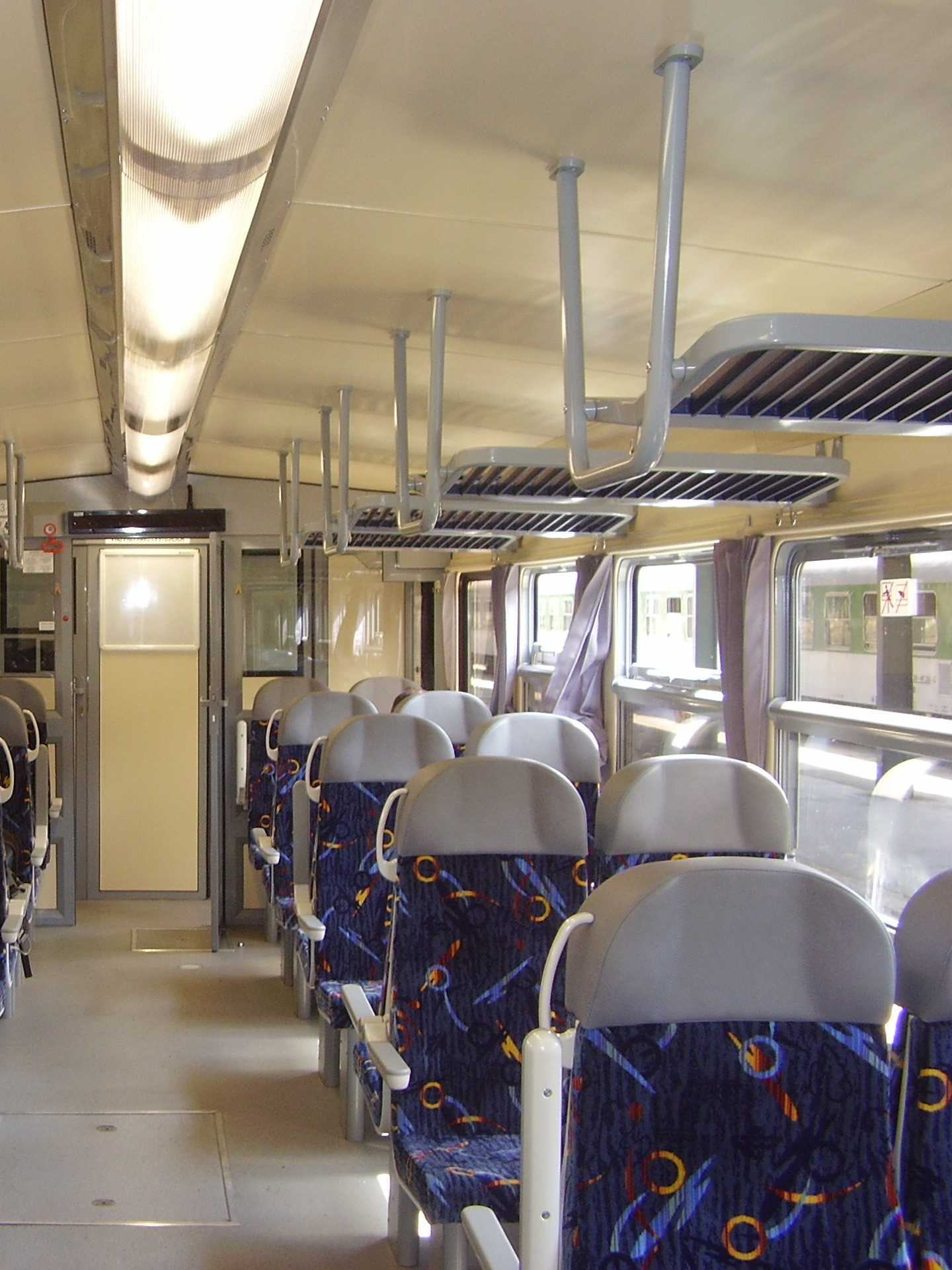
Fahrgastraum im Triebwagen
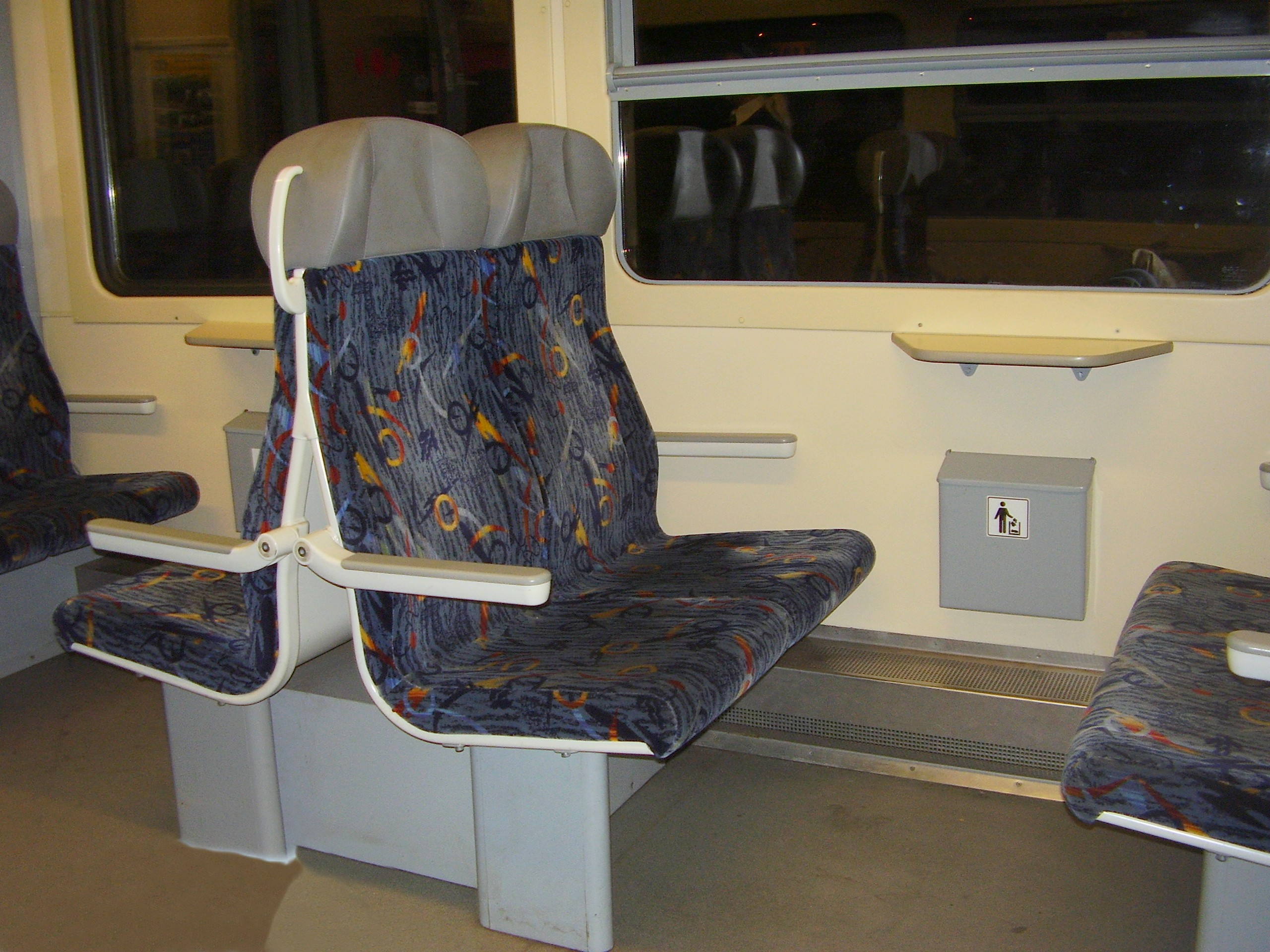
Fahrgastraum
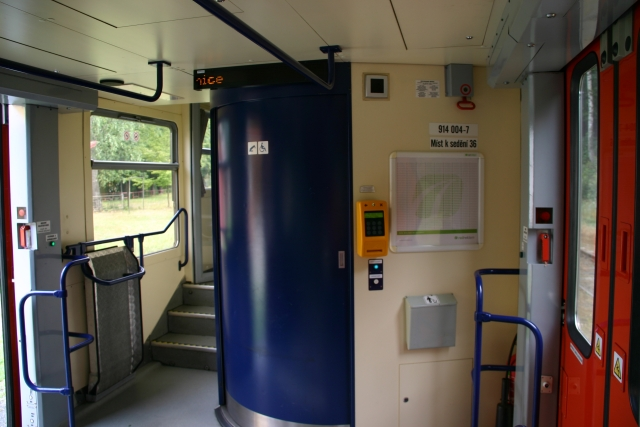
Niederfluriger Bereich im Steuerwagen mit Toilette
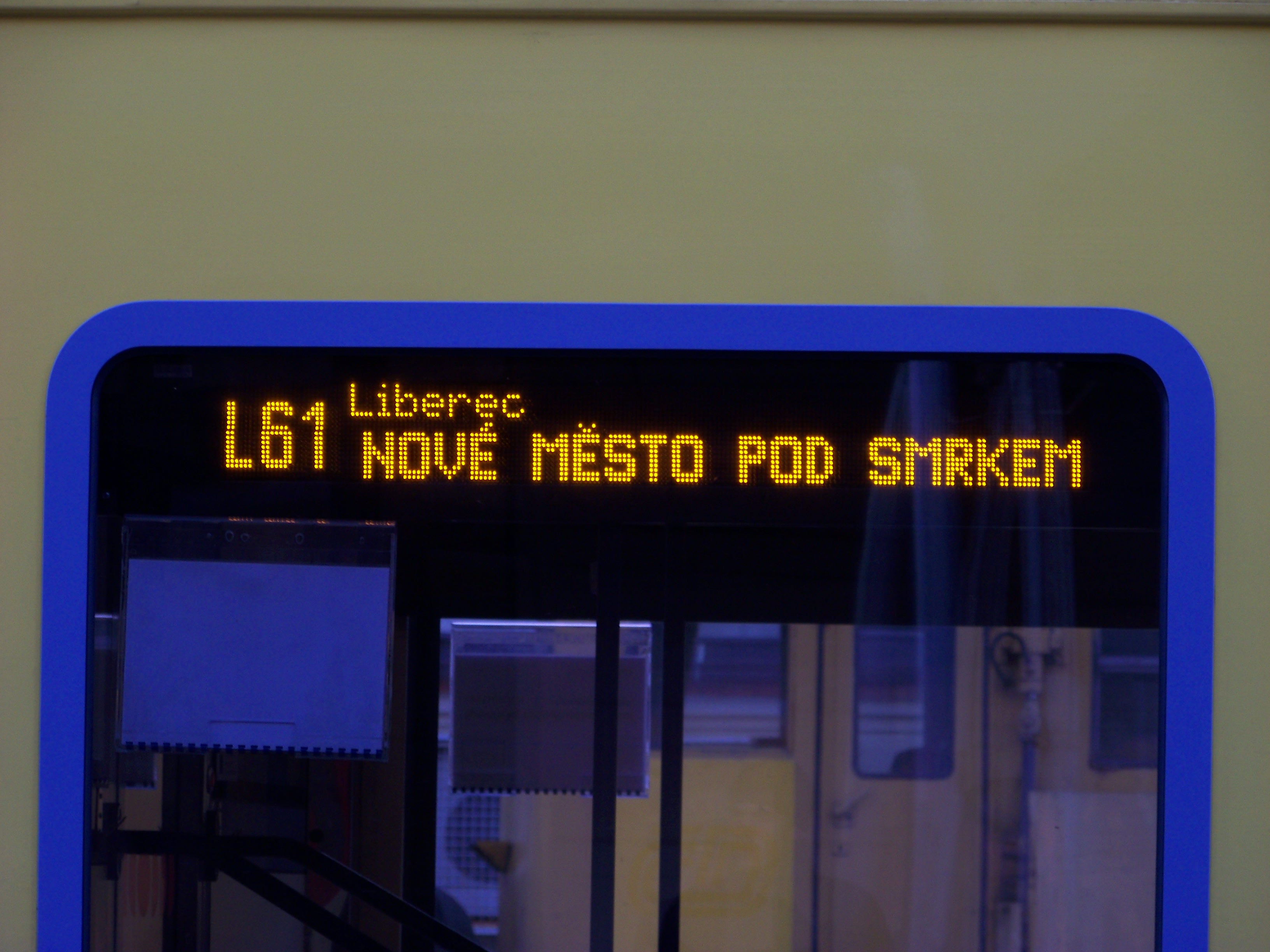
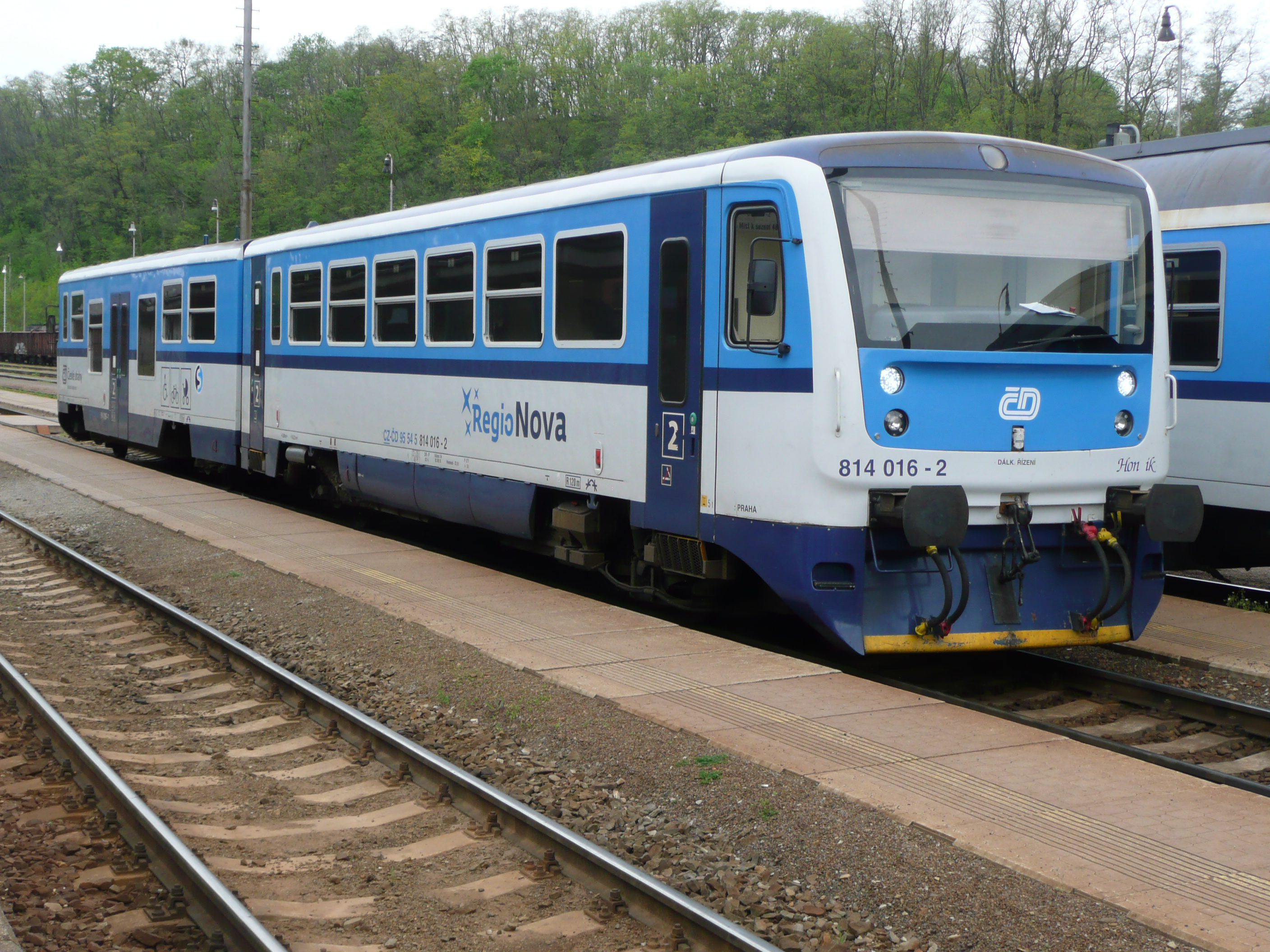
814 016 in Najbrt-Design im Bahnhof Mladá Boleslav